# Sudangelb G
Sudangelb G ist eine synthetisch hergestellte chemische Verbindung aus der Gruppe der Azo- und Sudanfarbstoffe.

## Gewinnung und Darstellung
Sudangelb G kann durch Azokupplung von 1-Phenyl-3-methyl-5-pyrazolon mit diazotiertem Anilin gewonnen werden.

## Eigenschaften
Sudangelb G ist ein gelber geruchloser Feststoff, der praktisch unlöslich in Wasser ist.

## Verwendung
Sudangelb G wird als Farbstoff für Kosmetika und Druckertinten verwendet.